# Departament radomski
Departament radomski – departament Księstwa Warszawskiego istniejący w latach 1810–1815 ze stolicą w Radomiu. Został utworzony dekretem królewskim z dnia 24 lutego 1810 r. z części Nowej Galicji przyłączonej do Księstwa Warszawskiego. 17 kwietnia 1810 r. został podzielony na powiaty i zgromadzenia gminne. W 1816 przekształcony w województwo sandomierskie Królestwa Polskiego. 
Departament radomski składał się z 10 powiatów:
- powiat kielecki
- powiat konecki
- powiat kozienicki
- powiat opatowski
- powiat opoczyński
- powiat radomski
- powiat sandomierski
- powiat solecki
- powiat staszowski
- powiat szydłowiecki